# هيكتور غيرا
هيكتور غيرا (بالإسبانية: Héctor Guerra)‏ هو تريثلت إسباني، ولد في 6 أغسطس 1978 في مدريد في إسبانيا.

## وصلات خارجية
- هيكتور غيرا على موقع الاتحاد الدولي للدراجات (الإنجليزية)
- هيكتور غيرا على موقع أرشيف الدراجات (الإنجليزية)
- هيكتور غيرا على موقع نسبة الدراجات (الإنجليزية)